# Paloma Adams-Allen
Paloma Adams-Allen é uma diplomata jamaicana-americana, ex-Presidente e CEO da Fundação Interamericana (IAF) e conselheira de política externa, que atua como Administradora Adjunta da Agência dos Estados Unidos para o Desenvolvimento Internacional para Gerenciamento e Recursos (USAID) no Governo Biden.

## Biografia

### Infância e Educação
Adams-Allen nasceu e foi criada na Jamaica. É diplomada em Bachelor of Arts em Estudos de Desenvolvimento e Estudos Afro-Americanos pela Brown University, obteve mestrado em Relações Internacionais pela Johns Hopkins University e possui Juris Doctor pelo Georgetown University Law Center.

### Carreira
De 1998 a 2000, Adams-Allen foi diretora do Programa de Serviços Financeiros na organização de advocacia Caribbean-Central American Action (CCAA). Participou por um curto espaço de tempo no escritório internacional de advocacia Coudert Brothers. Em 2000, ingressou na Organização dos Estados Americanos, atuando por uma década como conselheira sênior e gerente regional.  Em 2010, passou a atuar como consultora sênior no escritório da USAID para a América Latina e o Caribe, e, posteriormente, como Administradora Adjunta da mesma região. De 2016 a 2017, foi diretora sênior de parcerias do setor privado na Winrock International. De abril de 2017 a outubro de 2021, foi Presidente e CEO da Fundação Interamericana (IAF).
Foi nomeada por Joe Biden ao cargo de Administradora Adjunta da USAID, empossada em 12 de outubro de 2021.

### Vida Pessoal
Adams-Allen vive em Washington, D.C. com seu marido e duas filhas.